# Национальный музей науки и техники (Республика Корея)
Национальный музей науки и техники (Республика Корея) — национальный музей, расположенный в городе Тэджон, Республика Корея. Он был открыт в 1990 году.
Музей находится в подчинении Министерства образования, науки и техники РК. В 2002 году Музей посетил 10-и миллионный посетитель.
В музее действует несколько экспозиций, например, выставка История науки и техники в Корее, Музей естественной истории и т. д.
На 2012 год запланировано открытие ещё двух музеев науки и техники — в Тэгу и Кванджу.